# گوئینویر جونز
گوئینویر جونز (انگلیسی: Guinevere Jones) یک مجموعهٔ تلویزیونی فانتزی کانادایی-استرالیایی است که در سال ۲۰۰۲ منتشر شد. از بازیگران این سریال می‌توان به تامارا هوپ، یانی گلمن و کریس همسورث (در نقش شاه آرتور) نام برد.